# Propellants Explosives Pyrotechnics
Propellants, Explosives, Pyrotechnics üblicherweise mit Propellants Explos. Pyrotech. abgekürzt, ist eine monatlich erscheinende Peer-Review-Fachzeitschrift. Die PEP, wie die Zeitschrift in Fachkreisen üblicherweise genannt wird, wurde 1976 von Hiltmar Schubert, dem damaligen Direktor des Fraunhofer-Institut für Chemische Technologie (ICT) Pfinztal, als Nachfolger für die im Erwin Barth Verlag (zuerst Mannheim, später Neustadt a.d. Weinstrasse) zwischen 1953 und 1975 erschienene, rein deutschsprachige Zeitschrift Explosivstoffe, zusammen mit dem Verlag Chemie/Weinheim gegründet.
Sie ist seit 1982 das offizielle Organ der International Pyrotechnics Society und erscheint im Wiley-VCH Verlag. Die in der Zeitschrift publizierten Artikel befassen sich mit dem gesamten Gebiet der Explosivstoffe, behandeln also Sprengstoffe, Treibmittel und Pyrotechnika. Außer den wissenschaftlichen Artikeln (Full Papers) widmet sich die PEP auch Reviews und Buchbesprechungen.
Der bislang höchste Impact Factor (IF) der Zeitschrift betrug für das Jahr 2016 IF = 1,908. Gegenwärtig (Stand 2022) beträgt der IF = 1,8. In der Statistik des Science Citation Index belegte die Zeitschrift Rang 41 von 71 Journals in der Kategorie angewandte Chemie. Im Bereich Chemieingenieurwesen wurde sie an 91. Stelle von 143 Journals geführt. Der Hirsch-Index der Zeitschrift beträgt gegenwärtig H = 62.
Chefredakteure der Propellants Explosives Pyrotechnics sind Wilhelm Eckl, stellvertretender Direktor des Fraunhofer-Institut für Chemische Technologie (ICT) Pfinztal sowie Randall L. Simpson und [Richard Gee] vom Lawrence Livermore National Laboratory.
Der Gesamtumfang der Zeitschrift beträgt jährlich zwischen 1300 und 1600 Seiten. Pro Jahr werden etwa 150 Aufsätze veröffentlicht.
Publikationstitel, Sprachen und Erscheinungsweise
- 1976–1981: International Journal of Propellants and Explosives
- seit 1982: Propellants, Explosives, Pyrotechnics

- 1976–2000: deutsch, englisch, französisch
- seit 2001: englisch

- 1976–2016: zweimonatlich
- seit 2016: thematisch illustriertes Titelblatt
- seit 2017: monatlich